# Aneilema benadirense
Aneilema benadirense là một loài thực vật có hoa trong họ Commelinaceae. Loài này được Chiov. mô tả khoa học đầu tiên năm 1936.